# ملعب غدانسك

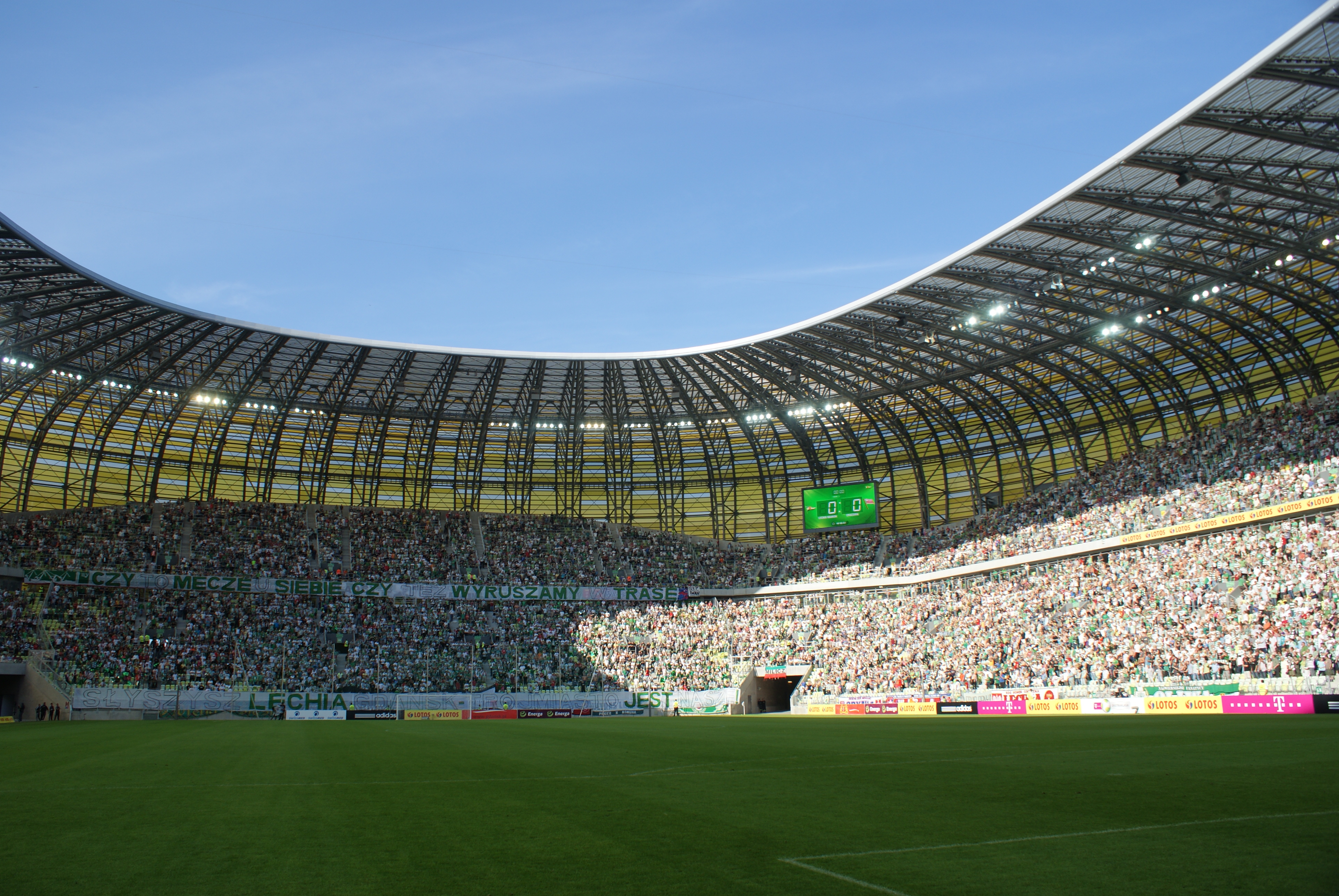

ملعب غدانسك هو ملعب لكرة القدم في غدانسك، بولندا. يعتبر ملعبًا بيتيًّا لنادي ليخيا غدانسك. يسع الملعب لجلوس 43,615 شخص ليصبح ثالث أكبر ملعب في بولندا بعد الملعب الوطني وملعب سيليزيا. سيكون الملعب من بين الملاعب المستضيفة لنهائيات بطولة أوروبا لكرة القدم 2012. بدأت أعمال البناء في 2008 وأنتهت في منتصف 2011.

## وصلات خارجية
- الموقع الرسمي لتحضيرات مدينة غدانسك (بالبولندية)
- بي جي إي أرينا غدانسك (بالروسية)